# Enclave des papes

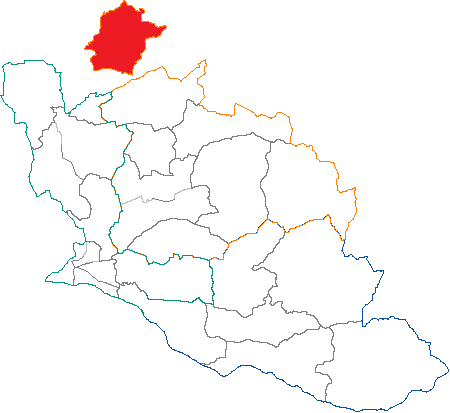
Situation de l'enclave des papes dans le département de la Drôme, par rapport au Vaucluse

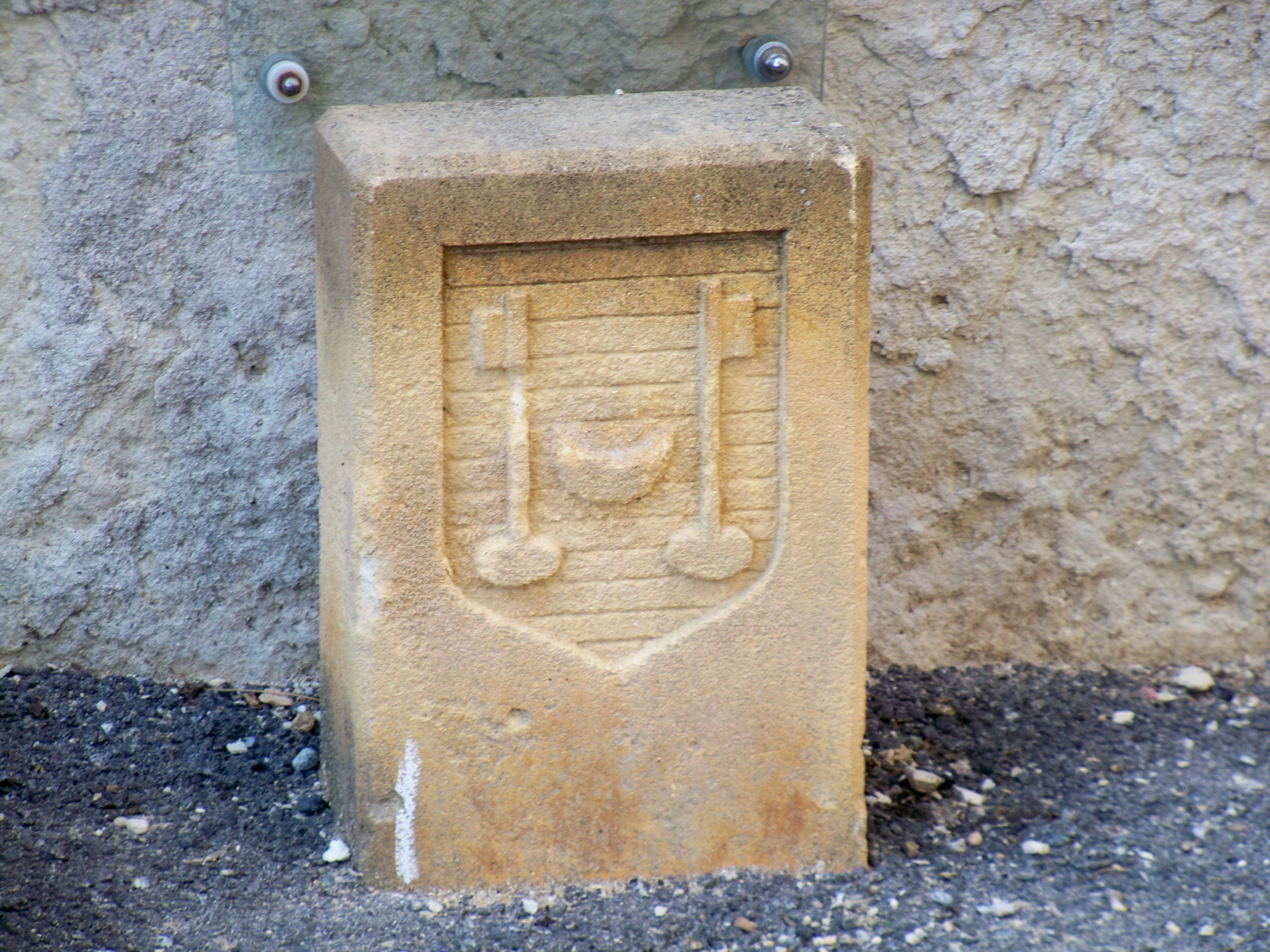
Borne papale, limitant autrefois l'enclave des papes

L'enclave des papes, est un espace géographique, appartenant au Vaucluse et correspondant au canton de Valréas, enclavé dans la Drôme, entouré par les cantons de Nyons et Baronnies et de Grignan depuis le découpage cantonal de 2014.

## Géographie

### Accès et transport
L'accès à l'Enclave des papes se fait uniquement par voie routière, les routes principales mènent à Nyons, Montélimar et Orange. Les villes sont connectées au réseau d'autocars départementaux qui dessert de multiples communes des alentours. Valréas est aussi reliée depuis Montélimar, par des cars du service TER de la SNCF, en correspondance avec les TGV en provenance ou à destination de Paris ainsi que les TER de la Vallée du Rhône en provenance ou à destination de Lyon, Avignon ou Marseille. La ville fut pourtant desservie, durant 60 ans, par une ligne de chemin de fer, la ligne de Pierrelatte à Nyons, fermée depuis 1951. Une ligne régulière de bus relie Montélimar, dans la Drôme à Valréas, via Dieulefit, avec une dizaine d'allers-retours.
L'Enclave des papes dispose également d'un aérodrome.

### Géologie
La commune de Grillon, en particulier le village, se trouve sur de la molasse burdigalienne appelée localement safre.

### Hydrographie
Plusieurs cours d'eau arrosent l'Enclave des papes :
- Lez, long de 73,6 km, il traverse notamment les communes de Grillon, Richerenches et Valréas[4] ;

ainsi que trois de ses affluents :
- Coronne, long de 22,9 km de longueur, il traverse les communes de Valréas, Richerenches[5] ;
- Hérin, long de 23,3 km de longueur, il arrose les communes de Valréas et Visan[6] ;
- Talobre, long de 10,4 km de longueur, il arrose les communes de Richerenches,Valréas et Visan[7].

### Climat
L'Enclave des papes est située dans la zone d’influence du climat méditerranéen. Les étés sont chauds et secs, liés à la remontée en latitude des anticyclones subtropicaux, entrecoupés d’épisodes orageux parfois violents. Les hivers sont secs et ensoleillés. L'ensoleillement annuel de Valréas est d'environ 2 500 heures par an.
Cependant, l'Enclave étant située à 110 km à vol d'oiseau de la Méditerranée (à Martigues), soit à peu près la même distance de la mer que Digne-les-Bains quasiment à la limite nord de la culture de l'olivier, certains préfèrent plutôt parler d'un climat méditerranéen à influence semi-continentale, comme dans le Haut-Var, les Alpes de Haute-Provence.
Enfin, le Mistral peut y souffler, aggravant alors la sensation de froid ressenti.
| Mois                                                             | Janv | Fév  | Mars | Avr  | Mai  | Juin | Juil | Août | Sept | Oct  | Nov  | Déc  | Année |
| ---------------------------------------------------------------- | ---- | ---- | ---- | ---- | ---- | ---- | ---- | ---- | ---- | ---- | ---- | ---- | ----- |
| Températures maximales moyennes (°C)                             | 8    | 10   | 15   | 17   | 22   | 26   | 29   | 29   | 24   | 19   | 12   | 9    | 17,3  |
| Températures minimales moyennes (°C)                             | 2    | 3    | 5    | 7    | 11   | 15   | 17   | 17   | 14   | 11   | 6    | 3    | 9,3   |
| Températures moyennes (°C)                                       | 4    | 6,5  | 10   | 12   | 16,5 | 20,5 | 23   | 23   | 19   | 15   | 9    | 5,5  | 13,3  |
| Moyennes mensuelles de précipitations (mm)                       | 41,8 | 27,5 | 27,2 | 60,9 | 49,9 | 33,2 | 33,3 | 29,1 | 68,5 | 92,3 | 68,7 | 40,9 | 573,3 |
| Source : Données climatologiques de Valréas (Vaucluse) 2000-2007 |      |      |      |      |      |      |      |      |      |      |      |      |       |

## Histoire

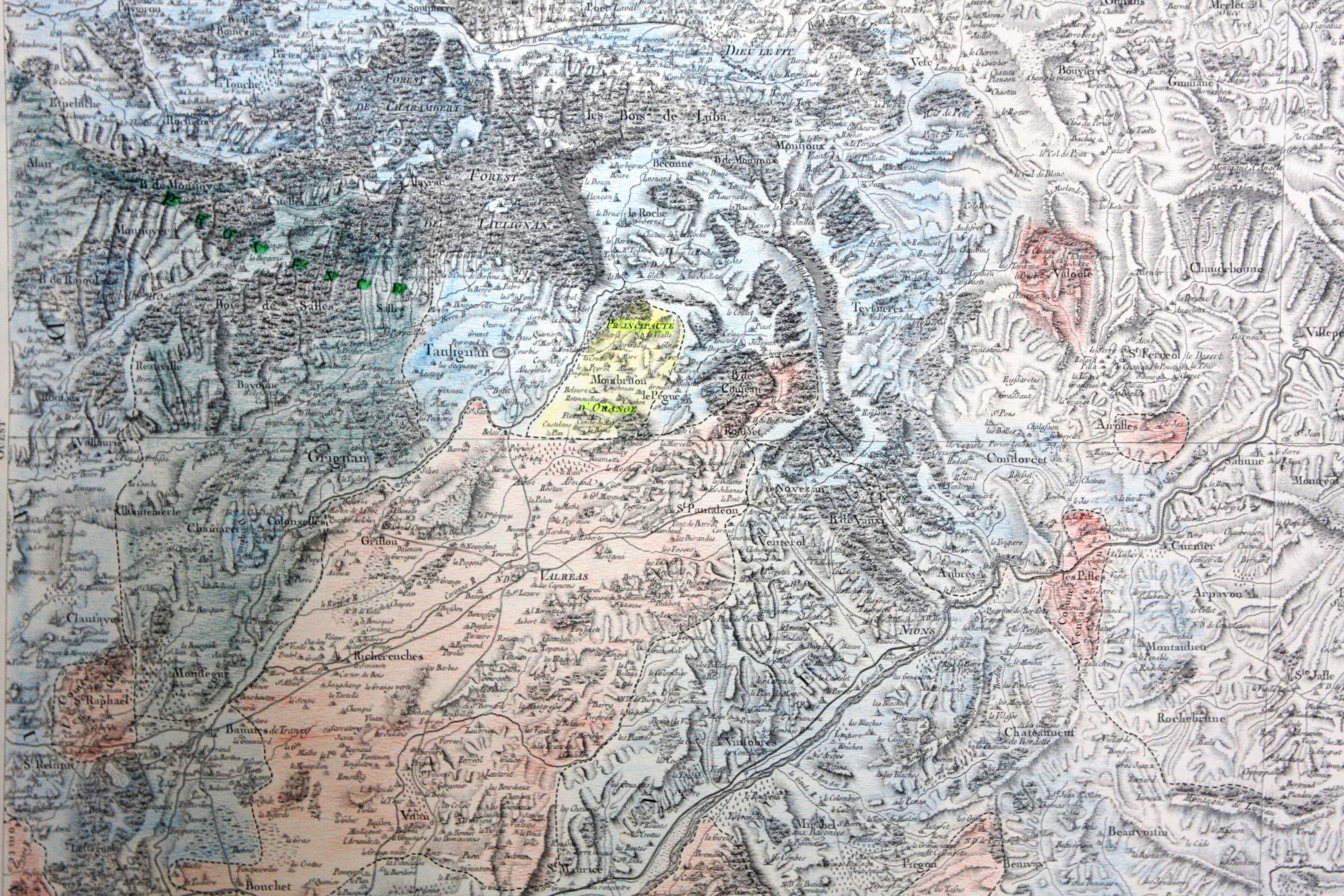
Carte de Cassini, section 121 (Vaison) (vers 1750): agrandissement et mise en évidence par coloriage des différentes enclaves (Comtat venaissin, Provence, Principauté d'Orange) en bas-Dauphiné.

Au Moyen Âge, les Papes voulurent étendre leur État, le Comtat Venaissin, vers le nord.
Pour ce faire, le 30 août 1317, le pape Jean XXII acheta à Jean II et Guy, son frère, Dauphin du Viennois (qui ne possédait que depuis quelques années cette baronnie) Valréas, la ville, son château et son territoire, pour la somme de 16 000 livres tournois (cette vente est ratifiée le 13 septembre).
La même année 1317, la commanderie templière de Richerenches, attribuée aux Hospitaliers de l'ordre de Saint-Jean de Jérusalem, fut donnée par ceux-ci au pape.
Visan fut acquise en 1344.
En 1383, le pape Clément VII échangea Grillon (sur lequel il avait déjà des droits, mais non respectés) contre ses possessions de Montélimar (la moitié de la ville),.
Par la suite, Rousset et le hameau de Saint-Pantaléon-les-Vignes et Bouchet passèrent dans le Comtat, formant alors une « enclave » bien plus grande que ce qu'elle est aujourd'hui, comme nous le montre la section de Vaison de la carte de Cassini du secteur (des environs de 1750).

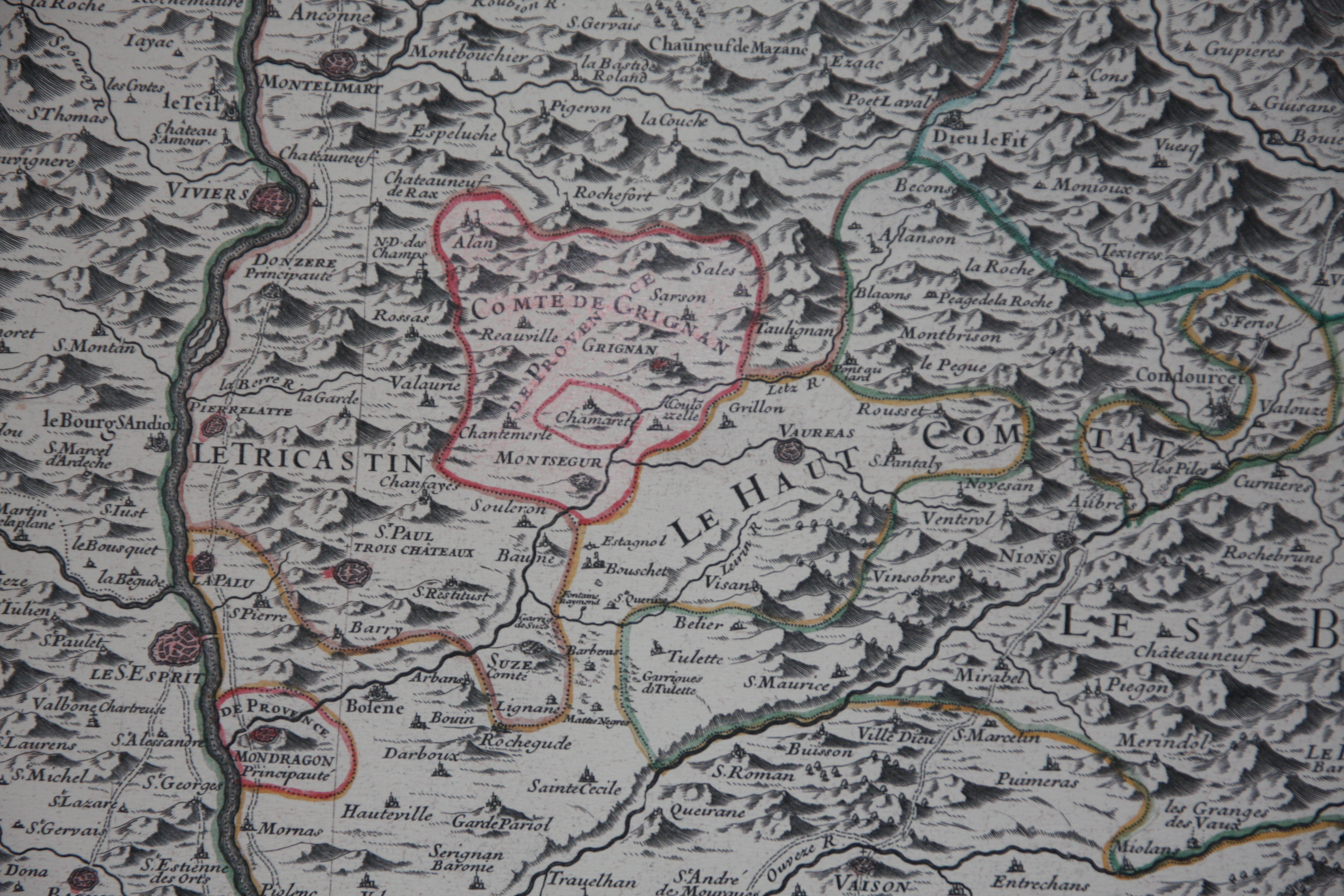
Carte des environs de 1700 figurant l'Enclave des papes rattachée au reste du Comtat par le passage du petit Barberas.

Le 8 janvier 1658, devant les nombreux problèmes créés par la douane française lors du passage à travers la bande de terre relevant du Dauphiné, la communauté de Valréas acheta au Comte de Suze le passage du « petit Barberas », au sud de Bouchet, permettant de relier l'enclave de Valréas à la majeure partie du Comtat. Cet achat fut reconnu par acte de la reconnaissance des signatures reçues par Maître Jacques André, notaire apostolique et royal de Suze,. Ce passage figure bien en Comtat venaissin dans cette ancienne carte des environs de 1700 ci-contre.
Mais malgré les démarches à la Cour de France et à Rome, l'incorporation effective de ce passage en territoire du Comtat fut beaucoup contrariée pour des raisons politiques (volonté du Royaume de France d'affaiblir l’État papal).
En 1668, l'assemblée des États décida que le pays contribuerait pour moitié aux frais de douane, l'autre moitié étant couverte par Valréas et les communes circonvoisines.
Cependant, le Comtat possédait d'autres enclaves:
- enclaves du Comtat Venaissin en Dauphiné[18], visibles sur la carte de Cassini de la section Vaison[15] : Les Pilles, Valouse, Saint-Raphaël (Solérieux), Eyroles (ces enclaves seront par la suite rattachées au département de la Drôme);
- enclave du Comtat Venaissin en Provence : Bonnieux[19],[14]

À l'inverse, une enclave du Dauphiné en Comtat Venaissin était représentée par Saint-Marcellin près de Vaison.
À la Révolution, Avignon et le Comtat Venaissin, possessions papales, furent annexés à la France le 14 septembre 1791.
Le 28 mars 1792, ces territoires en formèrent deux nouveaux districts, Avignon dans les Bouches-du-Rhône et Carpentras dans la Drôme.
Le 12 août 1793 fut créé le département de Vaucluse, constitué des districts d'Avignon et de Carpentras, de ceux d'Apt et d'Orange, qui appartenaient aux Bouches-du-Rhône, ainsi que du canton de Sault appartenant aux Basses-Alpes.
En 1800 eut lieu la modification des limites départementales, la municipalité de canton de Suze-la-Rousse regroupant Rochegude, Suze, Tulette et Bouchet étant rattachée à la Drôme, ce qui eut pour conséquence l'enclavement du canton vauclusien de Valréas.
Les habitants de certains anciens fiefs du Comtat Venaissin choisirent d'être rattachés à la Drôme en 1793 : Rousset-les-Vignes (et Saint-Pantaléon-les-Vignes), Bouchet ; et, hors enclave : Solérieux, Rochegude (possession à 50 % du Comtat Venaissin et à 50 % du Dauphiné, qui choisit à la majorité d'être rattaché à la Drôme).
Certaines personnes regrettent que la délimitation définitive du département de Vaucluse ne se soit pas inspirée de la situation de 1658, ce qui aurait eu pour résultat de ne pas constituer d'enclave dans la Drôme (en incorporant Barbaras au sud de Bouchet), et de restituer sous leur dépendance historique d'Avignon les communes de Rousset et Saint-Pantaléon-les-Vignes, qui n'étaient pas dauphinoises.
En 1897, la ligne de chemin de fer Nyons–Pierrelatte atteint la ville de Valréas qui en profite pour développer son industrie et devient ainsi la capitale mondiale du cartonnage.
Durant la Seconde Guerre mondiale, le 12 juin 1944, 53 hommes (27 résistants et 26 otages civils) sont exécutés à Valréas (Mur des fusillés). Leurs corps sont emmenés dans la chapelle des pénitents blancs.
Le 31 décembre 1992, création de la communauté de communes de l'Enclave des Papes. Celle-ci a fusionné avec la communauté de communes du Pays de Grignan (Drôme) pour former la communauté de communes de l'Enclave des Papes–Pays de Grignan au 1er janvier 2014.

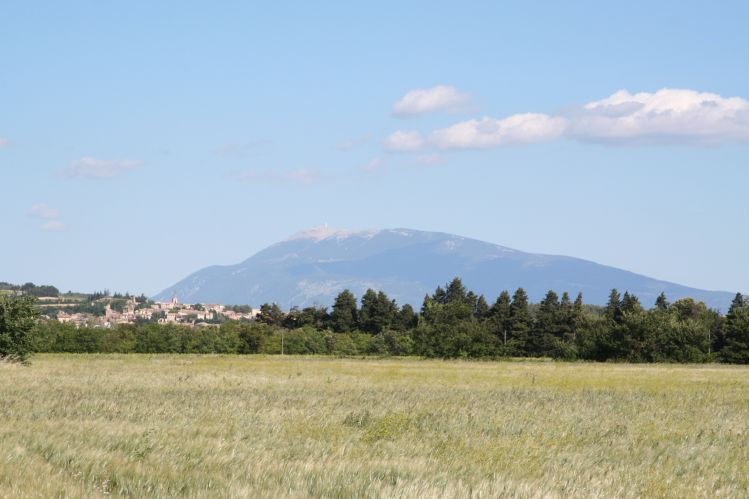
Le Mont Ventoux depuis l'enclave (Visan)
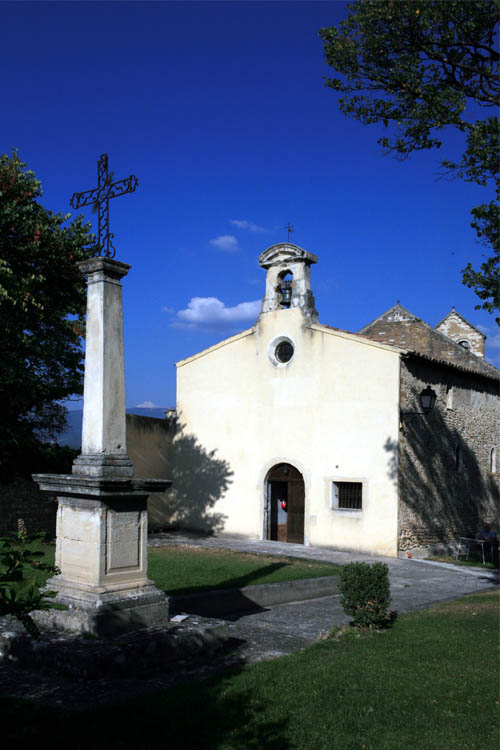
La chapelle des pénitents blancs où furent emmenés les 53 fusillés de Valréas.
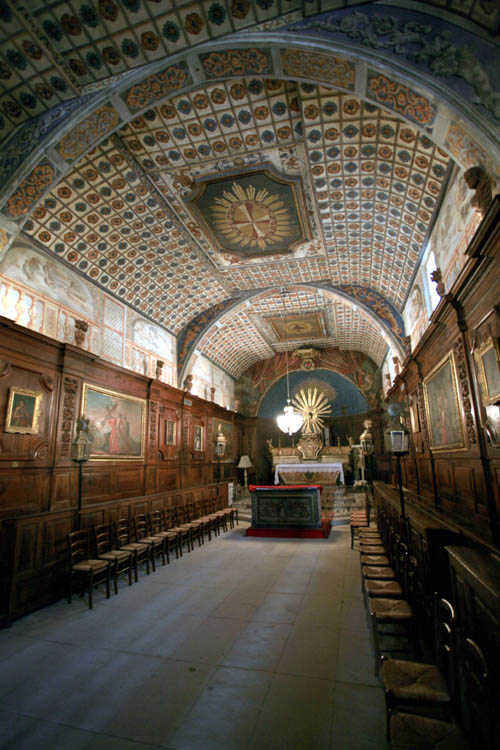
L'intérieur de la chapelle

## Administration
Les territoires de l'Enclave des papes du canton de Valréas, sont composés des communes suivantes :
- Grillon : 14,92 km2,
- Richerenches : 10,96 km2,
- Valréas : 57,97 km2,
- Visan : 41,07 km2,
- Total : 124,92 km2.

D'une population de 13 423 habitants (2022), la densité de l'Enclave est de 107,45 hab/km2.
Ces villages font partie, depuis janvier 2014, de la communauté de communes Enclave des Papes-Pays de Grignan.

## Démographie
| Communes      | 1793  | 1851  | 1901  | 1954  | 1999   | 2010   | 2019   | 2022   |
| ------------- | ----- | ----- | ----- | ----- | ------ | ------ | ------ | ------ |
| Grillon       | 955   | 1 397 | 1 080 | 760   | 1 686  | 1 706  | 1 749  | 1 724  |
| Richerenches  | 504   | 710   | 566   | 369   | 616    | 696    | 537    | 539    |
| Valréas       | 3 640 | 4 713 | 5 408 | 5 629 | 9 425  | 9 800  | 9 403  | 9 285  |
| Visan         | 2 000 | 2 283 | 1 804 | 1 283 | 1 612  | 1 932  | 1 956  | 1 875  |
| Total général | 7 099 | 8 803 | 8 778 | 7 041 | 13 339 | 14 134 | 13 645 | 13 423 |

## Économie

### Industrie
Premier centre français de l'industrie du cartonnage, celle-ci a longtemps été la principale source d'emplois de Valréas et des communes alentour. Apparu à Valréas dès les débuts de l'ère industrielle au XIXe siècle le cartonnage n'a cessé de se développer au XXe siècle jusque dans les années 1990. Cette activité survit dans la commune même si elle a décliné.

### Tourisme
Pour son hébergement touristique, les communes de l'enclave disposent d'hôtels, de gîtes, de chambres d'hôtes et de campings. Les propositions touristiques sont multiples : festivités, histoire locale et monuments, chemin des Bornes papales, œnotourisme, notamment.

### Agriculture

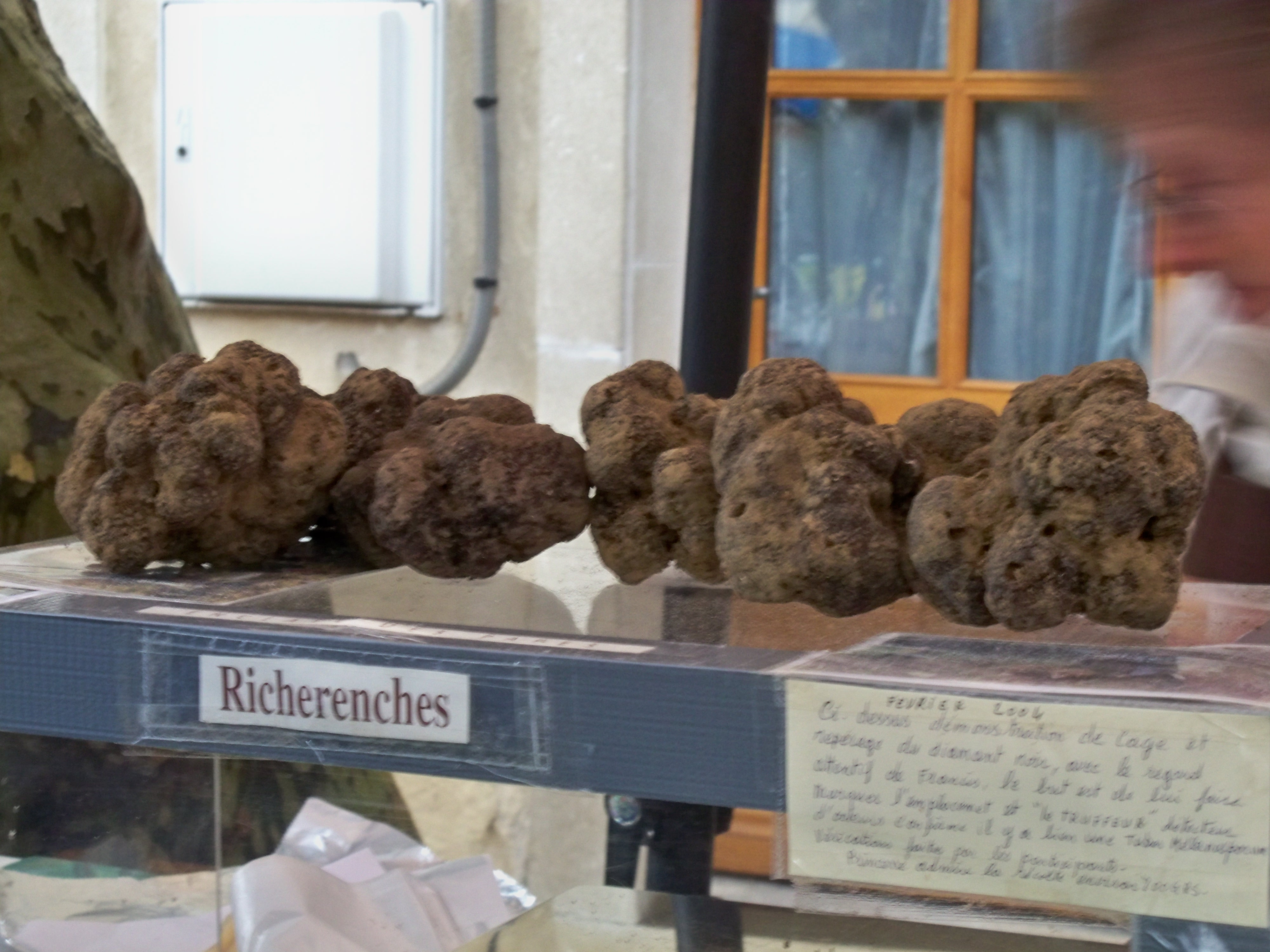
Ventes de truffes Mélanosporum au marché de Richerenches

La viticulture est la première activité agricole de l'enclave.
De tradition viticole remontant au Moyen Âge, l'enclave est située au sein de plusieurs appellations d'origine contrôlée (AOC) : Côtes du Rhône, Côtes-du-Rhône villages et Grignan-les-adhémar (anciennement Coteaux du Tricastin).
Autre activité agricole importante, la culture et la distillerie du lavandin qui représente pas moins de 500 hectares de cultures à l'échelle de l'enclave des Papes.
Le secteur est également connu et réputé pour son sous-sol propice au diamant noir : la truffe. Des marchés aux truffes ont lieu régulièrement, notamment à Richerenches où prend place le plus important marché aux truffes d'Europe.
Le terroir riche et varié de la commune permet également la présence de multiples autres cultures : l'huile d'olive et l'olive noire de Nyons (AOC), l'élevage d'agneaux, la production fromagère avec le Picodon (AOC), la culture du blé dur, la production fruitière (abricot, melon, cerise) et légumière (asperge).

## Vie locale

### Enseignement
Les écoliers et étudiants de l'Enclave des papes disposent de plusieurs établissements scolaires, de la maternelle au lycée. Les universités les plus proches se situent à Avignon et Aix-en-Provence.
Les élèves de Valréas peuvent effectuer leur cursus intégralement sur la commune, de la maternelle au lycée :
- École Jules-Ferry ;
- École Marcel-Pagnol ;
- École Saint-Gabriel (privée) (Petit-Nice) ;
- Collège Vallis Aeria ;
- Collège privé Saint-Gabriel ;
- Lycée professionnel européen Ferdinand-Revoul ;
- Lycée agricole privé Saint-Dominique ;
- Lycée privé Saint-Gabriel.

Pour les élèves de Grillon, la commune possède une école maternelle et une école élémentaire. Concernant les élèves de Richerenches, la commune possède une école élémentaire. Ceux habitant Visan, commencent leur scolarité à l'école maternelle et école élémentaire de la commune, le groupe scolaire Josette Constant. Ils poursuivent tous leurs études au Collège Vallis Aeria à Valréas.

### Sports
Le territoire de Valréas possède diverses installations sportives (gymnase du Vignarès, gymnase du groupe scolaire Marcel-Pagnol, stade et gymnase du lycée Revoul, Parc des sports - stade Albert Adrien, stade de moto-ball des Plans, piscine et gymnase municipaux, boulodrome couvert, tennis, etc.) ainsi que des sentiers balisés de randonnée (dont le passage du chemin de grande randonnée (GR) 9 et le circuit des Bornes papales).
Valréas est aussi connue pour son club de rugby à XV évoluant en Fédérale 3.
Le 26 juillet 1998 a eu lieu le départ de la 14e étape du Tour de France 1998 reliant Valréas à Grenoble et 20 juillet 2004 Valréas est la ville départ de la 15e étape la reliant à Villard-de-Lans lors du Tour de France 2004.
Entre Valréas et Visan : Sports aériens à l'aérodrome de Valréas - Visan. Sports mécaniques avec le Moto-Ball Club de Valréas. Un parc de loisirs familial, le Fun Parc Aventure de Richerenches, permet la pratique du laser ball ainsi que quad et kart cross. Deux clubs de football : Avenir Sportif de Richerenches et U.S. Grillonnaise.

### Santé
Les professionnels de santé sont présents dans l'Enclave des papes : à Valréas, la commune dispose d'un centre hospitalier, de pharmacies et de divers médecins. L'on trouve sur la commune de Visan un médecin, trois infirmières, un kinésithérapeute, une pédicure-podologue et une pharmacie. À Grillon, présence d'un médecin, d'un dentiste, d'une pharmacie et d'un cabinet d’infirmières sur la commune.

### Culte
L'Enclave des papes dispose de plusieurs lieux de cultes. La paroisse catholique a toujours été rattachée au diocèse d'Avignon, et non à celui de Valence, dans la Drôme, tout au long de l'Histoire de l'Enclave. Cette particularité est à l'origine de l'identité de l'Enclave. La paroisse dépend, de nos jours, du diocèse d'Avignon, doyenné de Vaison-la-Romaine - Valréas. Chaque commune de l'Enclave dispose de son église.
Les membres de l'Église réformée de France disposent d'un temple en activité sur la commune de Valréas.
Une mosquée est également présente sur la commune de Valréas.

### Festival de cinéma en plein air de Visan
Ce festival de Cinéma en plein air a été fondé en 2009, par une petite équipe d'amis et bénévoles, il se déroule chaque année durant la première quinzaine d'août pendant cinq jours dans le centre ancien du village.
Il propose des films du répertoire classique des origines à la fin des années 1960, ainsi que des expositions et des conférences avec des acteurs du monde cinématographique. Il est la principale manifestation de la saison estivale de Visan.

## Patrimoine

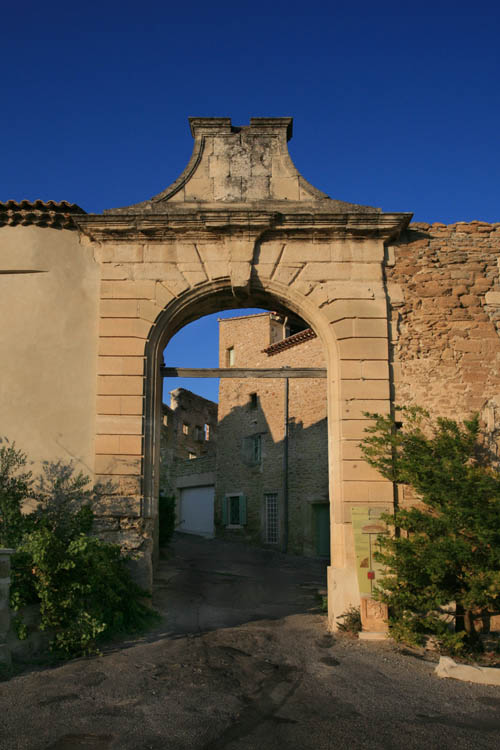
L'une des portes de la partie médiévale du bourg

### Patrimoine civil

#### à Grillon
- Le Vialle de Grillon, partie historique du bourg, au sommet d'une butte de safre (sable jaune à grésification irrégulière d'âge helvien).
- Anciennes portes (dont une devenue beffroi) et restes de fortifications (remparts du XIIe siècle).
- Bornes papales.
- Hôtel de Tourville, style Renaissance.
- Maison Milon, style Renaissance.
- Maison des Trois-Arcs, style Renaissance.

#### à Richerenches
- Commanderie templière de Richerenches, la plus ancienne de Provence[29].
- Maison des notaires[30]
- Beffroi

#### à Valréas
- Hôtel de Simiane (XVIe siècle, Renaissance), actuel hôtel de ville. La partie du château construite sur la place Aristide-Briand a été construite à partir de 1639 pour Louis II de Simiane (mort en 1654)[31], seigneur de Truchenu, Sèderon, Chalançon, marquis d'Esparron en 1651, par le maître maçon de Cavaillon, Bernard Moureau, sur les plans de l'architecte avignonnais François de Royers de la Valfrenière (1575-1667). Le décor d'une des salles célèbre son mariage avec Louise de Montaynard le 23 octobre 1620. Son petit-fils, Louis III de Simiane (mort le 3 février 1718), seigneur de Truchenu, Chalançon, marquis d'Esparron, dit le marquis de Simiane, qui avait épousé le 29 novembre 1695 Pauline de Grignan, petite-fille de la marquise de Sévigné, y naquit. Il a été lieutenant-général du gouvernement de Provence en 1715.
- Tour Ripert (XIIe siècle), trône au sommet de la colline, au cœur du centre historique.
- Hôtels particuliers des XVIe, XVIIe et XVIIIe siècles, dont l'Hôtel d'Inguimbert.
- Tour et Convent des Cordeliers.
- La tour de Tivoli reste le seul vestige de l'enceinte primitive, remplacée aujourd'hui par une ceinture de boulevards.
- Le Mur des fusillés, inscrit au titre des monuments historiques depuis 1981
- Le Café de la Paix de Valréas, inscrit au titre des monuments historiques depuis 1986

#### à Visan
- La Rue des Nobles avec ses maisons du XVe siècle.
- L'Hôtel-Dieu dont la fondation remonte au XIVe siècle, et le bâtiment actuel au XVIIIe siècle.
- l'Hôtel Pellissier[32] construit entre 1740 et 1770 par Joseph Pélissier de Saint Ferréol, président du tribunal ecclésiastique de Carpentras et auditeur à la Sainte Rote. L'hôtel de Pélissier a été inscrit au titre des monuments historiques le 1er mars 2012[33].
- Des ruines d'un château du XIIe siècle.
- Des restes de remparts avec deux portes (porte du Puy Barret XIVe siècle et porte Saint-Martin début XVe siècle).
- Au nord du village, la chapelle Saint-Vincent, petit édifice en pierre, récemment restaurée accueille des cérémonies liées à saint Vincent, patron des vignerons, et dont la date se remémore facilement autour du 20 janvier : tel jour Noël, tel jour l'An, tel jour Saint-Vincent.

- Maison Butscher, dite La Maison Bulle : ce bâtiment d'architecture contemporaine est inscrit aux monuments historiques, depuis 2011[34].

### Patrimoine religieux
- Église Sainte-Agathe (XIVe siècle) de style gothique, à trois nefs), à Grillon.
- Oratoire Notre-Dame-du-Sacré-Cœur (1946), à Grillon.
- Statue d’une Vierge Noire, Notre-Dame de Coronne. Cette vierge noire a été datée du XIIIe siècle. Trois siècles plus tard, la chapelle de Bolboton, dédiée à cette Vierge Noire, portait le nom de Notre-Dame des Veilles, comprendre les Vieilles, sous-entendues Richerenches.
- Église reconstruite au début du XVIe sur la base d'une église templière achevée en 1147 et détruite avec l'abolition de l'Ordre du Temple[35].
- La Chapelle Notre-Dame-de-Bon-Rencontre (XVIIe), à Richerenches
- La Chapelle Saint-Alban, à Richerenches
- Oratoires (Saint-Joseph, de la Vierge et Saint-Yriez), à Richerenches
- La Chapelle Notre-Dame-des-Vignes de Visan (MH), à l'est du village. Elle est considérée comme l'une des plus belles chapelles rurales du département. Son nom primitif était Notre-Dame-d'Entre-les-Vignes en 1492. Les marques de tâcherons gravées sur les pierres taillées font remonter sa construction au XIIIe siècle. Sur son arc triomphant, est placée cette inscription « Posverunt me cvstodem in vineis », « Ils m'ont placée comme gardienne de leurs vignes »[36].
- L'église Saint-Pierre.

#### à Valréas
- Église Notre-Dame-de-Nazareth (style roman provençal, XIIe siècle) classée monuments historiques[37].

Cette église comprend des orgues classés monuments historiques.
Le chemin de croix a été réalisé par le peintre Jean-Louis Ploix.
- L'ancienne synagogue du XVIe siècle, implantée au cœur de l'enclave des papes à Valréas, a été aménagée en restaurant « Au Délice de Provence »[39],[40].
- Chapelles des pénitents blancs (XVIe siècle) et des pénitents noirs (XVIIe siècle).

## Personnalités liées à l'enclave
- Placide-Bruno Valayer, évêque de Verdun, natif de Valréas ou de Grillon.
- Famille d'Adhémar
- Henri Michel-Reyne, né à Jonquières, en 1910, curé de Richerenches, fondateur de la Messe aux truffes en 1952.
- Louis d'Arut de Grandpré (1732-?), général des armées de la République, né à Valréas, décédé après 1794 à une date inconnue.
- Jean Besson (1948-), sénateur de la Drôme (1989-)
- Joseph Augustin Fournier de Loigsonville ou Daultanne (1759-1828), général des armées de la République et de l'Empire (nom gravé sous l'Arc de Triomphe).
- Thierry Mariani (1958-), député de Vaucluse (1993-), Secrétaire d'État puis Ministre des Transports (2010-) sous le gouvernement Fillon III.
- Cardinal Maury (1746-1817), membre de l'Académie française en 1785, député des états Généraux 1789
- Roger Pasturel conteur et metteur en scène de langue occitane.
- Ferdinand Revoul (1814-1840) Fondateur de l'industrie du cartonnage
- Jean-Louis Ploix, artiste peintre, installé à Valréas depuis 1977
- Auguste Chastan (1825-) Né à Valréas est un poète français et provençal. On lui doit : 'Chansons, satires, nouvelles et poésies en patois valréassien, 1858 - et 'Coups de bec', 1860 etc.
- Léo Reyre, écrivain contemporain auteur de plusieurs romans régionaux.
- La famille Pagnol est originaire de Valréas.
- Max Gallo, (1932-2017), Académicien français, écrivain, historien et homme politique français, possédait une maison à Visan.